# Саскіз (комуна)
Саскіз (рум. Saschiz) — комуна у повіті Муреш в Румунії. До складу комуни входять такі села (дані про населення за 2002 рік):
- Клоаштерф (197 осіб)
- Міхай-Вітязу (319 осіб)
- Саскіз (1532 особи) — адміністративний центр комуни

Комуна розташована на відстані 214 км на північний захід від Бухареста, 49 км на південний схід від Тиргу-Муреша, 122 км на південний схід від Клуж-Напоки, 78 км на північний захід від Брашова.

## Населення
За даними перепису населення 2002 року у комуні проживали 2048 осіб.
Національний склад населення комуни:
| Національність   | Кількість осіб | Відсоток |
| ---------------- | -------------- | -------- |
| румуни           | 1790           | 87,4%    |
| цигани           | 122            | 6,0%     |
| німці            | 82             | 4,0%     |
| угорці           | 50             | 2,4%     |
| росіяни-липовани | 4              | 0,2%     |

Рідною мовою назвали:
| Мова      | Кількість осіб | Відсоток |
| --------- | -------------- | -------- |
| румунська | 1864           | 91,0%    |
| німецька  | 79             | 3,9%     |
| циганська | 52             | 2,5%     |
| угорська  | 48             | 2,3%     |
| російська | 4              | 0,2%     |
| сербська  | 1              | < 0,1%   |

Склад населення комуни за віросповіданням:
| Релігія                                       | Кількість осіб | Відсоток |
| --------------------------------------------- | -------------- | -------- |
| православні                                   | 1899           | 92,7%    |
| лютерани (Синодально-пресвітеріанська церква) | 46             | 2,2%     |
| лютерани (Аугсбурзького сповідання)           | 33             | 1,6%     |
| римо-католики                                 | 22             | 1,1%     |
| реформати                                     | 20             | 1,0%     |
| лютерани                                      | 11             | 0,5%     |
| адвентисти                                    | 4              | 0,2%     |
| греко-католики                                | 3              | 0,1%     |
| унітарії                                      | 3              | 0,1%     |
| старообрядці                                  | 3              | 0,1%     |
| п'ятдесятники                                 | 1              | < 0,1%   |
| атеїсти                                       | 1              | < 0,1%   |